# Tadeo Zarratea
Tadeo Zarratea Dávalos (Yuty, 28 de octubre de 1946) es un abogado, lingüista, activista, autor y político paraguayo. Ejerció como senador en el Congreso de Paraguay en el periodo 1993-1998.
Se hizo famoso como autor de Kalaíto Pombero, la primera novela escrita totalmente en idioma guaraní.

## Selección de obras
- Kalaíto Pombéro. Asunción: Napa. 1981.
- Arandu Ka’aty. 1989.
- Ka’i Rembiasakue. 1994. (con Feliciano Acosta Alcaraz)
- Gramática elemental de la lengua guaraní. Asunción: Marben. 2002.
- Avañe’ẽ: manual para leer y escribir en guaraní. Asunción: Servilibro. 2013. (con Feliciano Acosta Alcaraz)
- Gramática elemental del guaraní paraguayo. Asunción: Servilibro. 2013.